# Déforestation en Nouvelle-Zélande

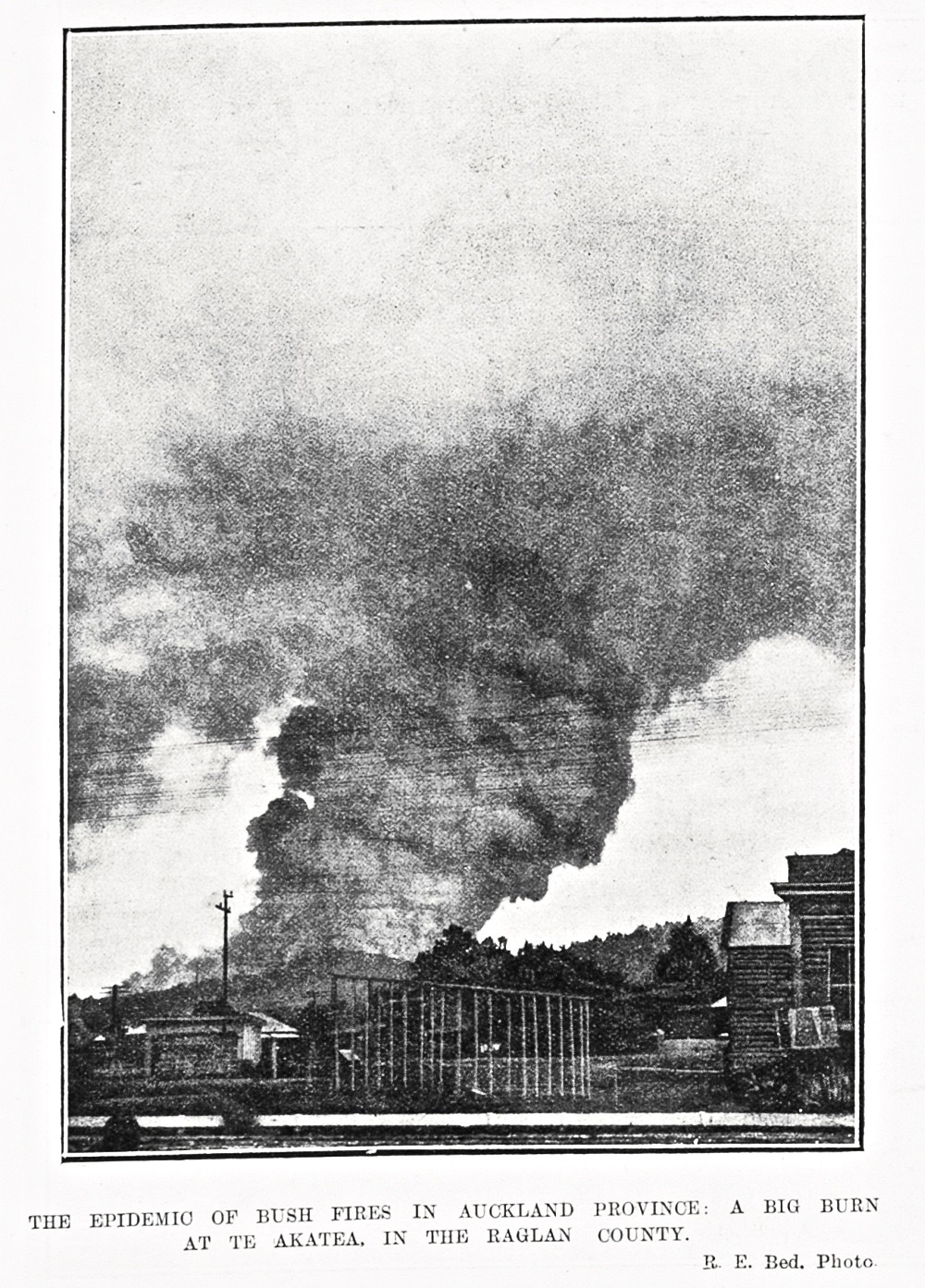
Incendie de forêt à Auckland en 1911

La déforestation a été un problème environnemental en Nouvelle-Zélande par le passé, mais les forêts primaires restantes (appelées « The Bush ») sont à présent protégées. 

## Avant l'arrivée des hommes
La Nouvelle-Zélande a été un des derniers territoires occupés par les hommes, les changements y ont été plus faciles à étudier que dans les régions ayant une longue histoire humaine. Une image de la végétation a pu être réalisée, en particulier les pollens présents dans les plus anciennes forêts ont été identifiés.

## Installation des Māori
Avant l'arrivée des Māori, la Nouvelle-Zélande était presque entièrement recouverte de forêts, à l'exception des zones en altitude et celles concernées par l'activité volcanique. Les Maori sont arrivés il y a un millier d'années, et en 1840 alors que les européens ne représentaient qu'une faible part de la population, la forêt avait déjà diminué significativement de 85% à 53%.

## Arrivée des européens

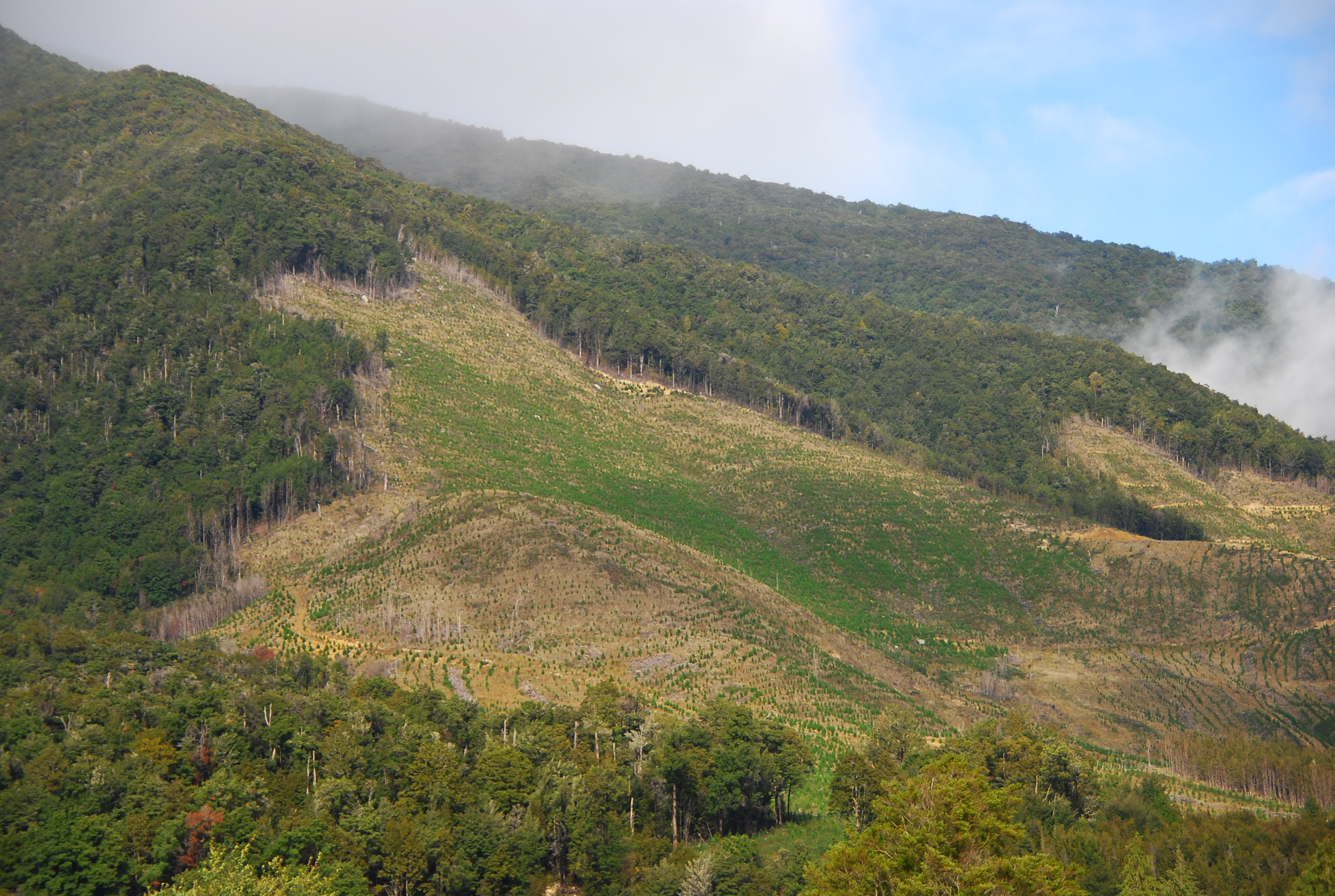
Effets de la déforestation sur la côte ouest de la Nouvelle-Zélande en 2011.

Quand les premiers européens sont arrivés en 1772, ils ont trouvé une forêt très dense. Les explorateurs comme James Cook ou Joseph Banks ont décrit le pays comme ayant d'immenses forêts (« "immense woods, lofty trees and the finest timber" »). La coupe des arbres a été utilisée pour réparer et construire des bateaux jusqu'au XIXe siècle. Comme la colonisation du pays a fortement progressé, le besoin de bois a augmenté, et l'exploitation forestière est devenue une industrie majeure à l'exportation. Dans les années 1840 jusqu'à 50 à 100 bateaux étaient remplis de bois dans le port de Kaipara. Après le Traité de Waitangi en 1840, les coupes ont augmenté pour satisfaire une extension rapide, la déforestation fournissant des terres cultivables et du bois de construction. Une estimation d'une surface de 200 km2 a aussi été perdue en quelques jours à cause d'incendies de forêt provoqués par les colons.
La réglementation et les contrôles ont été relativement inefficaces pour protéger la forêt jusqu'en 1920. La position du gouvernement reflétait une disposition naturelle et culturelle en faveur du déboisement. L'expérience de gestion des forêts menée à la fin du XIXe siècle en Nouvelle-Zélande présente de fortes similarités avec la situation de la forêt vierge en Amazonie, pour ce qui concerne les conséquences du déboisement pour l'agriculture et l'élevage.
Dans les années 1970, un mouvement environnemental a été initié pour protéger les forêts. L'inventaire des forêts primaires a été achevé en 2002.
D'après la FAO en 2010, 30,9% soit 8 269 000 ha sont couvertes de forêts, et parmi celles-ci 25,9% sont classées comme forêts primaires et sont protégées.